# Comuna Huta, Bohorodceanî
Huta (în ucraineană Гута) este o comună în raionul Bohorodceanî, regiunea Ivano-Frankivsk, Ucraina, formată din satele Huta (reședința) și Stara Huta.

## Demografie
Componența lingvistică a comunei Huta
     Ucraineană (99,53%)
     Alte limbi (0,47%)
Conform recensământului din 2001, majoritatea populației comunei Huta era vorbitoare de ucraineană (99,53%), existând în minoritate și vorbitori de alte limbi.